# Pensin
Pensin ist ein Ort innerhalb der Gemeinde Kletzin im Norden des Landkreises Mecklenburgische Seenplatte.

## Geografie und Verkehr
Pensin liegt etwa vier Kilometer nordöstlich von Demmin und fünf Kilometer südlich von Loitz am rechten Ufer der Peene.
Der Flusslauf wurde 1934 begradigt, da Binnenschiffe die starke Krümmung der Randowschleife (früher Pensiner Haken) nur schwer oder gar nicht passieren konnten.

## Geschichte
Die erste Erwähnung stammt aus dem Jahre 1305 in einer Schenkungsurkunde des pommerschen Herzogs Otto I. Das Rittergut befand sich bis 1688 in Besitz von Conrad Mardefelt und danach von dessen Sohn Leonhard Mardefeld.
Pensin war Anfang der 1930er Jahre der Hauptwohnort der Gemeinde Pensin. Der Nebenort Quitzerow wurde in der Folgezeit aufgesiedelt.

### Eingemeindungen
Pensin wurde am 1. Januar 1960 nach Quitzerow eingemeindet. Am 1. Juni 2004 wurde Quitzerow zusammen mit Pensin nach Kletzin eingemeindet.

## Sehenswürdigkeiten
- Kirche Pensin
- Mausoleum auf dem Friedhof von Pensin
- Kriegerdenkmal